# Ahti
Ahti nebo Ahto je ve finské mytologii bůh moře (někdy též veškerých vod) a rybaření. Je vládcem vodního živočišstva a vlastníkem všem pokladů ležících na mořském dně. Bývá vyobrazen většinou s vousy z mechu či mořských řas. Jeho manželkou je Vellamo. Spolu s ní bydlí v podmořské říši Ahtole.
Je třeba rozlišovat mezi Ahtim a Ahtim Lemminkäinenem, což jsou dvě různé bytosti.